# Шарль д’Арманьяк
Шарль д’Арманьяк (фр. Charles d'Armagnac; 1425 — 3 июня 1497, Кастельно-Монмирай) — граф д’Арманьяк, де Фезансак и де Роде. Сын Жана IV, графа д’Арманьяка, де Фезансака и де Роде, и Изабеллы д’Эвре, инфанты Наваррской.

## Биография
После смерти отца он получил виконтства Фезансаге и Крессейль и несколько бароний. За поддержку брата против короля, его владения были конфискованы одновременно с владениями Жана V, и возвращены в 1461 году, после смерти Карла VII.
Он не принимал прямого участия в войне Лиги общественного блага против Людовика XI, тем не менее, по стандартным обвинениям того времени: присвоение королевских прав, оскорбление и насильственные действия против королевских чиновников, грабёж дворян, людей церкви и простонародья, в их домах и на больших дорогах, чеканка фальшивой монеты, изнасилования и содомия, был арестован и заключен в замке Родель, где ему предстояло находиться «столько, сколько это будет угодно королю…» (1470 год). Решением Парижского парламента от 1472 года, он был приговорён к крупному штрафу и изгнанию на три года. Но вместо изгнания он был переведён в Бастилию, где содержался в нечеловеческих условиях, часто подвергаясь пыткам.
После смерти короля в 1483 году Шарль д’Арманьяк получил свободу. В 1484 году он обратился к Генеральным Штатам, собравшимся в Туре, с прошением о реабилитации брата и возвращением себе своего законного наследства. По решению Штатов Карл VIII возвратил ему титулы предков, но реальные владения надо было выкупать у их нынешних владельцев, получивших их от короля Людовика XI. Но Шарль, чьи умственные способности были изрядно подточены заключением и пытками, не был способен ни на какие действия. Предавшись разгулу, он окончательно потерял какое-либо понимание реальности. Он подарил графство Арманьяк Алену, сиру д’Альбре, раздавал одни и те же земли то одному, то другому своему племяннику.
В итоге, решением Парламента Тулузы он был объявлен недееспособным, а опекунство над ним было передано Алену д’Альбре. С этого момента условия жизни Шарля не намного отличались от его заключения в Бастилии. Он переходил из рук одних опекунов к другим, причём иногда эти опекуны силой вырывали несчастного сумасшедшего друг у друга, чтобы от его имени пользоваться его землями.
3 июня 1497 года Шарль умер в замке Кастельно-Монмирай. «У него оставалась только одна единственная рубашка, которой его прикрыли в гробу».

## Семья
26 ноября 1468 года он женился на Катрин де Фуа-Кандаль († 1510), дочери Жана де Фуа (1425—1485), графа де Беножа и де Кандаля, капталя де Бюша, и Маргариты Кердестон де Ла Поль-Суффолк (1426—1485), графини де Кандаль. Детей у них не было.
От Маргариты де Кло († 1471) он имел побочного сына Пьера, бастарда д’Арманьяка, барона де Коссада, признанного им своим сыном 21 мая 1486 г. Позже тот был узаконен (1501). Что-либо более точное сказать про него очень сложно, так как считается, что у Жана V тоже был незаконный сын Пьер, бастард д’Арманьяк. Историки постоянно путают обоих Пьеров, приписывая им одни и те же титулы, поступки и даже жену, Иоланду де ла Эй, даму де Пассаван, вдову Жана д’Арманьяка, герцога де Немура и внучку знаменитого Дюнуа. Известно только, что сын Шарля пользовался большим уважением в Арманьяке и Фезансаке, Штаты которых рекомендовали графу во всем слушаться сына. Несколько раз Пьеру приходилось оберегать земли отца от его жадных опекунов с оружием в руках.
После смерти Шарля процесс о разделе его наследства длился долгие годы, и окончился только в 1514 году, когда король Людовик XII передал спорные владения внучатому племяннику Жана V и Шарля Шарлю, герцогу д’Алансону, и его жене, Маргарите д’Ангулем. Парижский парламент пытался оспорить это решение, но в 1515 году король Франциск I окончательно утвердил передачу владений дома д’Арманьяк своей сестре и зятю.